# Даррелл Швейцер
Даррелл Швейцер (англ. Darrell Schweitzer, також відомий як Даррелл Швайцер) (р. 1952) — американський письменник, літературний критик і упорядник антологій у жанрах літератури жахів і темного фентезі.

## Літературна критика, есеїстика, антології
Даррелл Швейцер вперше став відомий як критик, опублікувавши монографії про творчість Говарда Лавкрафта «Лавкрафт у кінематографі» (1975) і «Нариси про Лавкрафта» (1976). Згодом він створив ряд досліджень, присвячених творчості таких авторів, як лорд Дансені, Стівен Кінг, Ніл Гейман, Томас Ліготті і Роберт Говард, а також кілька збірок Есе фантастичної літератури. Крім того, його перу належить дослідження поетичної творчості фронтмена культової Готик-рок групи Sisters of Mercy Ендрю Елдріча.
З 1987 року був помічником редактора в журналі Weird Tales. У 1993 році удостоївся Всесвітньої премії фентезі за роботу над цим виданням.
Крім цього, Швейцер становив або брав участь у складанні декількох антологій, зокрема, «Історії, розказані в барі Космопорту» (1986 і продовження у 1989, наукова фантастика), «Секретна історія вампірів» (2007, література жахів) та «Царство Ктулху» (2010, література жахів).

## Розповіді
Власні розповіді Даррелла Швейцера, яких на даний момент налічується більше трьохсот, зібрані в книгах «Швидкоплинне» (1993), «Втікачі з країни уяви» (1999), «Некромантія і пекельні світи» (1999), «Пейзажі ночі» (2000) і «Живучи з мерцями» (2008). Велика частина невеликих творів автора належить до жанрів фантастики жахів і темного фентезі, проте в окремих оповіданнях він звертався також до наукової фантастики.
Розповіді Даррелла Швейцера неодноразово включалися в різні тематичні антології, такі як «Чарівники» (упорядник М. Ешлі), «Живі мерці» (у російському перекладі «Нежить», упорядник Дж. Адамс) і «Секретна історія вампірів» (складена самим письменником).

## Великі твори та їх творча своєрідність
На сьогоднішній день Дарреллом Швайцером написані три романи: «Розколота богиня» (1982), «Білий острів» (1990) і «Маска чорнокнижника».
Роман «Маска чорнокнижника», виконаний у жанрі темного фентезі з сильним ухилом в бік містичного жаху, вийшов у 1995 році і відразу ж приніс своєму творцеві популярність, у тому числі за межами США — в Британії і Росії. За «Маску чорнокнижника» Швейцер удостоївся втішних порівнянь з такими класиками жанру, як лорд Дансейні (якого сам Швейцер вважає своїм літературним учителем), Кларк Ештон Сміт і Говард Лавкрафт. Художня своєрідність книги полягає в побудові оригінального вигаданого світу на основі давньоєгипетських міфологічних концепцій і поєднання форми класичного роману виховання з антигероя-чорнокнижника, що представляє темний початок.